# З
З je cirilska črka, ki se je razvila iz grške črke Ζ oziroma ζ. Izgovarja se kot z in se po navadi tudi prečrkuje v latinico kot Z.
Tradicionalno ime te črke je zemlja (земля), v novejšem času pa se bolj uporablja kratko ime ze.
| tiskano | pisano |
| ------- | ------ |
| З з     | З з    |

Zanimivosti:
- Tudi v latinici je ponekod v navadi, da se (vsaj v rokopisu) črko Z podaljša in zaobli, tako da postane enaka cirilski črki З. To je še bolj pogosto pri malih črkah: z → ʒ
- Tudi v gotici se črko Z piše kot З.
- Franc Serafin Metelko je črko З vključil v svojo pisavo, metelčico, kot znak za glas z.

Opozorilo:

Črke З se ne sme zamenjevati z rusko črko Э, ki ji je po videzu zelo podobna, izgovarja pa se kot e.